# 纳维亚
纳维亚，是西班牙阿斯图里亚斯的一个市镇。总面积63平方公里，总人口9063人（2001年），人口密度144人/平方公里。